# Campeonato Paulista de Futebol de 1931
O Campeonato Paulista de Futebol de 1931 foi a 19.ª edição do campeonato organizado pela APEA, jogado pelos clubes paulistas filiados a esta associação. É reconhecido como legítima edição do Campeonato Paulista de Futebol pela FPF.. Teve como campeão o São Paulo Futebol Clube e o Palestra Itália (atual Palmeiras) como vice.
Foi o primeiro título da agremiação tricolor, que encerrou brevemente as atividades em maio de 1935 e as retomou em dezembro daquele mesmo ano.
Foi, também, o último dos dez títulos conquistados por Arthur Friedenreich, o primeiro grande gênio do futebol brasileiro, durante sua carreira, entre sete Campeonatos Paulistas e três torneios pela Seleção Brasileira de Futebol.

## Participantes
O Paulistão de 1931 foi disputado por catorze equipes: América, Corinthians, Germânia, Internacional, Juventus, Palestra Itália, Portuguesa, São Bento, São Paulo, Sírio e Ypiranga, todas da Capital; Santos e Atlético Santista, ambas da cidade de Santos; e o Guarani de Campinas.

## Regulamento
Os catorze participantes enfrentaram-se em um disputa de pontos corridos, em turno e returno. O clube que somasse mais pontos ao fim dos dois turnos seria sagrado campeão. Não havia rebaixamento ou classificação para outro torneio.
Houve três vitórias por w.o. ao longo do campeonato. O Internacional ganhou os pontos da partida contra o Guarani, no primeiro turno, porque a APEA interditou o estádio do clube campineiro e marcou o confronto para o Parque Antarctica. O Guarani, entretanto, não acatou a decisão, entrou com um recurso e não foi à Capital para o jogo.
O regulamento do campeonato não tinha sido atualizado para modificar o artigo 80, que previa que apenas o Santos e o Guarani poderiam mandar seus jogos fora da cidade de São Paulo, deixando de fora o Atlético Santista. Assim, a Portuguesa e o Santos decidiram seguir à risca o regulamento e recusaram-se a jogar no campo do Atlético, sendo penalizados com w.o.'s nas respectivas partidas.

## Disputa do título
Palestra Itália, Santos e São Paulo foram os protagonistas da disputa pelo título. O São Paulo alcançou a liderança na 21.ª rodada, ao golear o Palestra Itália por 4 a 0, e ficou com a mesma pontuação do Santos até a penúltima rodada, quando venceu o Sírio de virada e viu o rival apenas empatar em dois gols com a Portuguesa depois de sair perdendo por 2 a 0. Com um ponto de vantagem sobre o Santos e dois sobre o Palestra, bastava vencer o Corinthians para ficar com o título, que veio com uma goleada por 4 a 1.

## Jogo do título
| 10 de janeiro de 1932 | Corinthians         | 1–4           | São Paulo FC                                                                                       | Estádio Alfredo Schürig, São Paulo, SP                             |
| Histórico             | Guimarães 2' do 2.º | Ficha técnica | Armandinho 3' do 1.º · Armandinho 25' do 1.º · Friedenreich 33' do 1.º · Araken Patusca 19' do 2.º | Público: 20 222 Renda: 51:998$000 réis Árbitro: Virgílio Fredrighi |

- São Paulo: Joãozinho; Clodô e Bartô; Mílton, Bino e Sasso; Luizinho, Armandinho, Friedenreich, Araken Patusca e Junqueira. Técnico: Rubens Salles.
- Corinthians: Onça; Grané e Juvenal; Parras, Osvaldo e Munhoz; Filhote, Bertone, Gambinha, Tony e Guimarães. Técnico: José de Carlo.

| Campeão Paulista de 1931 |
| ------------------------ |
| SÃO PAULO (1º título)    |